# Schefflera pagiophylla
Schefflera pagiophylla är en araliaväxtart som beskrevs av Hermann August Theodor Harms. Schefflera pagiophylla ingår i släktet Schefflera och familjen araliaväxter. Inga underarter finns listade.